# Vĩnh Lợi, Cà Mau
Vĩnh Lợi là một xã thuộc tỉnh Cà Mau, Việt Nam.

## Địa lý
Xã Vĩnh Lợi có vị trí địa lý:
- Phía đông giáp xã Hưng Hội
- Phía tây giáp xã Châu Thới và xã Hòa Bình
- Phía nam giáp phường Bạc Liêu
- Phía bắc giáp thành phố Cần Thơ.

Xã Vĩnh Lợi có diện tích 61,69 km², dân số năm 2024 là 29.035 người, mật độ dân số đạt 470 người/km².

## Lịch sử
Sau năm 1975, xã Châu Hưng thuộc huyện Vĩnh Lợi, tỉnh Bạc Liêu.
Ngày 20 tháng 9 năm 1975, Bộ Chính trị ban hành Nghị quyết số 245-NQ/TW về việc hợp nhất tỉnh Bạc Liêu, tỉnh Cà Mau và hai huyện An Biên, Vĩnh Thuận (ngoại trừ 2 xã Đông Yên và Tây Yên) của tỉnh Rạch Giá thành một tỉnh mới, tên gọi tỉnh mới cùng với nơi đặt tỉnh lỵ sẽ do địa phương đề nghị lên.
Ngày 20 tháng 12 năm 1975, Bộ Chính trị ban hành Nghị quyết số 19/NQ về việc hợp nhất tỉnh Bạc Liêu và tỉnh Cà Mau thành một tỉnh mới, tên gọi tỉnh mới cùng với nơi đặt tỉnh lỵ sẽ do địa phương đề nghị lên.
Ngày 24 tháng 2 năm 1976, Chính phủ Cách mạng Lâm thời Cộng hòa miền Nam Việt Nam ban hành Nghị định số 3/NQ/1976 về việc hợp nhất tỉnh Bạc Liêu và tỉnh Cà Mau thành một tỉnh mới, lấy tên là tỉnh Bạc Liêu – Cà Mau. Xã Châu Hưng thuộc huyện Vĩnh Lợi, tỉnh Bạc Liêu – Cà Mau.
Ngày 10 tháng 3 năm 1976, Chính phủ ban hành Nghị quyết về việc thành lập tỉnh Minh Hải trên cơ sở đổi tên tỉnh Bạc Liêu – Cà Mau. Khi đó, xã Châu Hưng thuộc huyện Vĩnh Lợi, tỉnh Minh Hải.
Ngày 4 tháng 4 năm 1979, Hội đồng Chính phủ ban hành Quyết định số 142-CP về việc chia xã Châu Hưng thành 3 xã: Châu Hưng, Phước Hưng, Hòa Hưng.
Ngày 14 tháng 2 năm 1987, Hội đồng Bộ trưởng ban hành Quyết định số 33B-HĐBT về việc:
- Tách một phần diện tích và dân số của xã Châu Thới để sáp nhập vào xã Thới Thắng.
- Sáp nhập xã Thới Thắng và xã Phước Hưng vào Hòa Hưng.
- Tách một phần diện tích và dân số của xã Hòa Hưng để sáp nhập vào xã Châu Hưng và xã Hưng Hội.

Sau khi phân vạch, điều chỉnh địa giới hành chính:
- Xã Hòa Hưng có 4.954 ha đất và 9.991 nhân khẩu.
- Xã Châu Hưng có 2.491 ha đất và 6.528 nhân khẩu.

Ngày 9 tháng 11 năm 1990, Ban Tổ chức – Cán bộ của Chính phủ ban hành Quyết định số 483/QĐ-TCCP về việc sáp nhập một phần của xã Hòa Hưng mới giải thể vào xã Châu Hưng.
Ngày 6 tháng 11 năm 1996, Quốc hội ban hành Nghị quyết về việc chia tỉnh Minh Hải thành tỉnh Bạc Liêu và tỉnh Cà Mau. Khi đó, xã Châu Hưng thuộc huyện Vĩnh Lợi, tỉnh Bạc Liêu.
Ngày 13 tháng 5 năm 2002, Chính phủ ban hành Nghị định số 55/2002/NĐ-CP về việc thành lập xã Châu Hưng A thuộc huyện Vĩnh Lợi trên cơ sở điều chỉnh 2.959,21 ha diện tích tự nhiên và 9.680 nhân khẩu của xã Châu Hưng.
Sau khi điều chỉnh địa giới hành chính, xã Châu Hưng còn lại 2.801,92 ha diện tích tự nhiên và 11.164 nhân khẩu.
Ngày 26 tháng 7 năm 2005, Chính phủ ban hành Nghị định số 96/2005/NĐ-CP về việc thành lập huyện Hòa Bình thuộc tỉnh Bạc Liêu. Xã Châu Hưng và xã Châu Hưng A trực thuộc huyện Vĩnh Lợi.
Ngày 28 tháng 9 năm 2006, UBND tỉnh Bạc Liêu ban hành Quyết định số 659/QĐ-UBND về việc công nhận xã Châu Hưng là đô thị loại V.
Ngày 6 tháng 4 năm 2007, Chính phủ ban hành Nghị định số 57/2007/NĐ-CP về việc thành lập thị trấn Châu Hưng – thị trấn huyện lỵ của huyện Vĩnh Lợi trên cơ sở điều chỉnh toàn bộ 265,23 ha diện tích tự nhiên và 1.438 nhân khẩu của ấp Xẻo Chích thuộc xã Châu Thới.
Thị trấn Châu Hưng có 3.420,23 ha diện tích tự nhiên và 12.749 nhân khẩu.
Tính đến ngày 31/12/2024, thị trấn Châu Hưng có 8 ấp: Bà Chăng, Cái Dầy, Mặc Đây, Nhà Thờ, Tân Tạo, Thông Lưu B, Xẻo Chích, Xẻo Lá. Xã Châu Hưng A có 8 ấp: Chắt Đốt, Hà Đức, Nhà Dài A, Nhà Dài B, Thạnh Long, Thông Lưu A, Trà Ban I, Trà Ban II.
Ngày 12 tháng 6 năm 2025, Quốc hội ban hành Nghị quyết số 202/2025/QH15 về việc sắp xếp đơn vị hành chính cấp tỉnh (nghị quyết có hiệu lực từ ngày 12 tháng 6 năm 2025). Theo đó, sáp nhập tỉnh Bạc Liêu vào tỉnh Cà Mau.
Ngày 16 tháng 6 năm 2025, Ủy ban Thường vụ Quốc hội ban hành Nghị quyết số 1655/NQ-UBTVQH15 về việc sắp xếp các đơn vị hành chính cấp xã của tỉnh Cà Mau năm 2025 (nghị quyết có hiệu lực từ ngày 16 tháng 6 năm 2025). Theo đó, thành lập xã Vĩnh Lợi thuộc tỉnh Cà Mau trên cơ sở toàn bộ 31,98 km² diện tích tự nhiên, quy mô dân số là 17.236 người của thị trấn Châu Hưng và toàn bộ 29,71 km² diện tích tự nhiên, quy mô dân số 11.799 người xã Châu Hưng A thuộc huyện Vĩnh Lợi, tỉnh Bạc Liêu.
Xã Vĩnh Lợi có 61,69 km² diện tích tự nhiên và quy mô dân số là 29.035 người.

## Văn hóa
- Bia kỷ niệm trận đánh Đồn Cầu Trâu năm 1962 được công nhận là di tích lịch sử - văn hóa cấp tỉnh.

## Giao thông
Một số tuyến đường chính của xã Vĩnh Lợi:
| - Quốc lộ 1 - Đường 19/5 - Hoa Lư - Bùi Văn Viết - Lê Thị Quý - Võ Văn Kiệt | - Ngô Quang Nhã - Nguyễn Phúc Nguyên - Ngô Văn Ngộ - Phạm Thị Chữ - Nguyễn Thị Dần - Trương Thị Cương | - Lê Thị Mạnh - Huỳnh Thị Hoa - Huỳnh Thị Ngó - Tân Tạo - Nguyễn Minh Nhựt. |